# 岡部則綱
岡部 則綱（生卒年不詳），是日本戰國時代、江戶時代初期武將。大學助。
他原本仕於今川氏家臣朝比奈信直，之後辭去，接下來又幫許許多多大名做過事。
大坂之戰發生之後，他進入大坂城，配屬於大野治長部。1615年的樫井之戰中，與塙直之、淡輪重政等人共同與淺野長晟軍交戰，敗北。則綱原本決意自裁，但為毛利勝永所制止。
大坂城陷落之後，他逃到安全處後改名，自稱愧世庵隠遁於世。